# 安藤楢六
安藤 楢六（あんどう ならろく、1900年（明治33年）9月14日 - 1984年（昭和59年）1月11日）は、日本の実業家。小田急電鉄社長、同名誉会長。小田急百貨店社長。

## 人物概要
東京帝国大学で学び、1925年小田原急行鉄道（現・小田急電鉄）に入社。関連会社であった東京山手急行電鉄及び帝都電鉄、小田急電鉄（初代）、戦時統合により発足した東京急行電鉄（大東急）での勤務を経て、1946年6月に大東急の取締役となり、後に専務、副社長に就任する。
1948年6月1日の大東急解体にも大東急副社長として携わり、現在の小田急電鉄発足に尽力。同年12月、東急の第二会社として分離独立した（新）小田急電鉄の初代社長となる。
社長就任後、箱根の観光開発に注力、堤康次郎率いる西武鉄道系の伊豆箱根鉄道と対立し、箱根山戦争と呼ばれる競争を繰り広げた。

## 生涯

### 幼少時～大学卒業
1900年9月14日、現在の大分県別府市朝見にて安藤黄楊三・ミワ夫妻の六男として生まれる。父・安藤黄楊三は醤油醸造業や大分交通の前身の豊後電気鉄道の創業に携わるほか、豊後銀行頭取、大分県会議員を務めた名士である。
生後3日目にして母が産褥熱で亡くなったことから、朝見に程近い浜脇で漁師をしていた阿部宇八・イネ夫妻のもとに里子へ出され、小学校入学前まで育てられる。
小学校入学の年、現在の大分市にあった実家に戻され、滝尾村立尋常高等小学校に進学。高等科1年のとき、旧制大分中学校（現・大分県立大分上野丘高等学校）に合格し進学する。中学5年のとき、近所の清酒醸造業の元に養子に出される。
その後、旧制第七高等学校造士館文科乙類を経て、東京帝国大学に進学。大学では独法を学ぶ。
大学三年次に養家での縁談話を拒否したことから、実家・養家で問題となり、父と勘当同然となってしまう。また、卒業を前に高等文官試験を受験したものの失敗してしまう。

### 小田原急行鉄道へ
高等文官試験に失敗した安藤は、隣村出身で叔父の遊学仲間であった実業家・利光鶴松のもとを訪ねる。
利光は、新宿から小田原まで鉄道を敷くという話をし小田原急行鉄道への入社を進める。このとき、勘当同然となっていた実家に戻る時間もくれたため、1925年5月1日、小田原急行鉄道へ入社する。
小田原急行入社後、総務課で働いた後、用地買収係に配属。松田町神山 - 足柄村堀の内間の用地買収に携わる。また、従業員募集の仕事も行っており、利光・安藤の郷里である大分にむかう際、山陽本線特急列車脱線事故にも遭遇しているが、運良く無傷であった。
その後、利光鶴松の傘下にあった東京山手急行電鉄（のちの帝都電鉄）に出向し、用地買収に携わるものの、会社の業績が低迷していたため給料の低さから生活は困窮。このとき、退社をし満州拓殖公社への就職を決心するが妻の反対を受け、帝都電鉄に留まることとなる。
1940年、帝都電鉄は小田原急行鉄道に合併し、安藤は監査課長、総務課長、総務部長を歴任する。このとき、小田急の取締役であった五島慶太の元で働くこととなる。

### 大東急時代
1942年、小田急は東京横浜電鉄、京浜電気鉄道と合併し、東京急行電鉄となる。このとき、安藤は小田急の業務を引き継ぐ新宿営業局から東急本社へ転勤となり、人事部長、自動車部長、総務部長を歴任する。
1946年6月、前年12月に組織された大東急の労働組合の要求により大東急の全役員が退任したのを受け、取締役に就任する。
また、大東急解体に際しては大東急副社長として尽力し、1948年6月に小田急電鉄株式会社を発足させる。このとき、解体後の東京急行電鉄の体制が整うまで副社長として残ることとなったため、同年12月に小田急電鉄初代社長に就任する。

### 小田急電鉄社長時代
1948年12月に小田急電鉄社長に就任した安藤は、傘下となった箱根登山鉄道の箱根湯本駅への小田急線の直通運転に取り組むと共に、箱根・江ノ島の観光開発、そして百貨店事業への進出など小田急グループの発展に注力した。
とりわけ箱根での観光開発は、堤康次郎率いる 駿豆鉄道（現在の伊豆箱根鉄道）との間で箱根山戦争と呼ばれる企業競争を繰り広げた。
また、自身が小田原急行鉄道の一労働者から社長になったことから、労使協議会を発足させ、労使協調（安藤曰く、「労使協調」ではなく「労使一体」）に尽力した。

### その後
1969年、社長を退任し、会長に就任する。後任社長は広田宗専務。
1984年1月11日、死去。享年83。
1984年7月、遺族の寄付のもと、小田急電鉄により財団法人安藤記念奨学財団（現・公益財団法人 小田急財団）が組織され、初代理事長には広田が就任した。

## 家族
- 父・安藤黄楊三 - 大分交通の前身の豊後電気鉄道の創業に携わるほか、豊後銀行頭取や大分県会議員を務めた。
- 母・ミワ
- 前妻・井上英子（1909年生） - 実業家・井上敬次郎の娘。1927年に結婚したが、1年足らずで死別。父の井上敬次郎 (1861年生)は元肥後藩士で上京後近時評論社の編集者となり反体制な言論活動により3度入獄[3]。自由党に参加し、星亨の配下として1889年の渡米に同行し2年間滞在、帰国後めさまし新聞刊行に携わったのち1896年より移民斡旋会社「熊本移民合資会社」を経営、東京市街鉄道、東京鉄道取締役となる[3]。東京市電気局長を経て、鬼怒川水力電気、ボルネオ殖産などの役員を務めた[4]。
- 後妻・渡辺若子（1909年生） - 東京渡辺銀行頭取の渡辺治右衛門の娘。1930年に再婚。
- 長男・安藤信正（1932年生） - 小田急百貨店役員。成城大学卒。妻の明子は日本交通 (東京都) 創業者川鍋秋蔵の子。